# Dolor visceral
El dolor visceral és el dolor que resulta de l'activació dels nociceptors dels òrgans toràcics, pelvians o abdominals. Les estructures viscerals són molt sensibles a la distensió (estirament), la isquèmia i la inflamació, però relativament insensibles a altres estímuls que normalment evoquen dolor com ara el tall o la cremor. El dolor visceral és difús, difícil de localitzar i sovint referit a una estructura distant, generalment superficial. Pot anar acompanyat de símptomes com nàusees, vòmits, canvis en els signes vitals així com manifestacions emocionals. El dolor es pot descriure com a greu, profund, opressiu i sord. Només en una proporció de pacients, algunes lesions estructurals o anomalies bioquímiques explicarien aquest tipus de dolor. Aquestes malalties s'agrupen en malalties neuromusculars gastrointestinals. Altres poden experimentar dolors viscerals ocasionals, sovint de naturalesa molt intensa, sense cap evidència de raó estructural, bioquímica o histolopatològica d'aquests símptomes. Aquestes malalties s'agrupen com a trastorns gastrointestinals funcionals (TGIF) i la fisiopatologia i el tractament poden variar molt segons el TGIF. Les dues entitats individuals principals entre els trastorns funcionals de l'intestí són la dispèpsia funcional i la síndrome de l'intestí irritable.
La hipersensibilitat visceral és la percepció hipersensible del dolor visceral, que solen experimentar persones amb trastorn gastrointestinal funcional.